# واقع هجين
الواقع المختلط أو الواقع الهجين (بالإنجليزية: Mixed Reality)‏ هو خلق واقع جديد عن طريق دمج بيئة واقعية ببيئة افتراضية تسمح بخلط أجسام حقيقية باجسام منتجة إلكترونية كما تسمح للمستخدم ان يتعامل مع كل الاجسام، بنوعيها، بشكل طبيعي، ويمكن للواقع المختلط أن يحدث في الواقع الحقيقي كما في العالم الافتراضي؛ فهو خليط من الحقيقة والافتراض ويشمل مفهومي «الواقع المعزز» و «الافتراض المعزز» معاً.

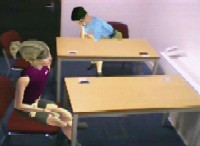
مثال للعالم المختلط: دمج شخصيات افتراضية في فيديو يصور الواقع بشكل حي.

## تعريف

### في التواصلية الافتراضية والتواصلية الوسيطية
عرف بول ميلغرام وفوميو كيشينو الواقع المختلط انه أي مكان بين حدي التواصلية الافتراضية (virtual continuum) والتي تمتد من الواقع الحقيقي التام وحتى الواقع الافتراضي التام.
هذه التواصلية هي إحدى اعمدة محوري الواقع الوسيط التي اتى بها ستيف مان في سبعينيات القرن العشرين والتي تستعمل في صناعة ادوات حاسوبية يمكن ارتدائها مثل النظرات والخوذات. والعامود الثاني في محور مان هو التواصلية الوسيطية (mediality continuum) مثل «الواقع المنقوص» (وهي نظارات يمكنها استبدال مرئيات حية بمعلومات مفيدة).

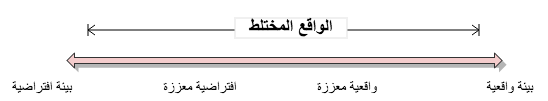
تواصلية الواقع-افتراضي

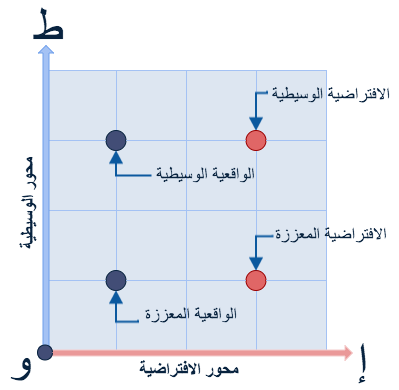
تواصلية الواقعي الوسيطي يبين محور الافتراضية (المحور الافقي) ومحور الوسيطية (المحور العامودي). وكمثال، نبين موقع خمس حالات: الواقع المعزز، الافتراضية المعززة، الواقعية الوسيطية، الافتراضية الوسيطية والافتراضية الوسيطية الشديدة).

### فيزياء الواقع المتداخل
في سياق العلوم الفيزيائية، يرمز مصطلح «الواقع المتداخل» إلى ترابط الواقع الافتراضي مع الواقع الفعلي. وفي عام 2007، نشرت دورية «فيزيكال ريفيو» (Physical Review، استعراض علم الفيزياء) مثال عن الواقع المتداخل وهو عبارة عن بنول ساعة حقيقي مترابط مع بندول ساعة افتراضي غير حقيقي. وبدا وجود حالتي حركة مستقرتين لهذا النظام: الحالة الأولى هي حالة ثنائية (dual state) بحيث ان لكل بندول حركته المستقلة بنفسه والحالة الثانية هي حالة مختلطة بحيث يتحرك البندولين بشكل متشابك متتمين لحركتهما.

## تطبيقات
من أشهر تطبيقات الواقع الخليط، الذي ما زال محل اهتمام الباحثين، نجده في عالم الفنون والصناعات الترفيهية. وبدء مؤخرا ايجاد تطبيقات له في علم الإدارة والاعمال والصناعة والتربية، منها:
- الإدارة التفاعلية لمحتوى المنتج (IPCM - Interactive Product Content Management): وهي عرض منتوج ما بطريقة تفاعلية منما ينقل فكرة كتالوج البضائع من النسخة الورقية الثنائية الابعاد إلى كتالوج الكتروني تفاعلي يسمح بعرض خواص المنتج بطريقة ثلالثية الابعاد.
- التعلم بواسطة المحاكاة (SBL - Simulation Based Learning): وهي اسلوب تعلم يعتمد على محاكاة افتراضية كاملة للواقع المراد دراسته. وهو انتقال من مفهوم «التعلم الإلكتروني» إلى مفهوم «التعلم المحاكي».
- التدريب العسكري: محاكات المعرك العسكرية بطريقة واقعية لكن باستعمال المحاكاة الافتراضية.
- بيئة افتراضية لأصول حقيقية (RAVE - Real Asset Virtualization Environment): استعمال نماذج ثلاثية الابعاد لاصول صناعية، مثل آلية إنتاج معدات التصنيع، في بيئة افتراضية ومن ثم ربطها ببيانات حية حقيقية مرتبطة بالمعدات. ويمكن لشخصيات وهمية افتراضية من تخصصات مختلفة التضافر معا والتفاعل مع قرارات مختلفة بناء على البيانات الواقعية.

## تقنيات العرض
فيما يلي، بعض النماذج لتقنيات عرض تستعمل الواقع الخليط:

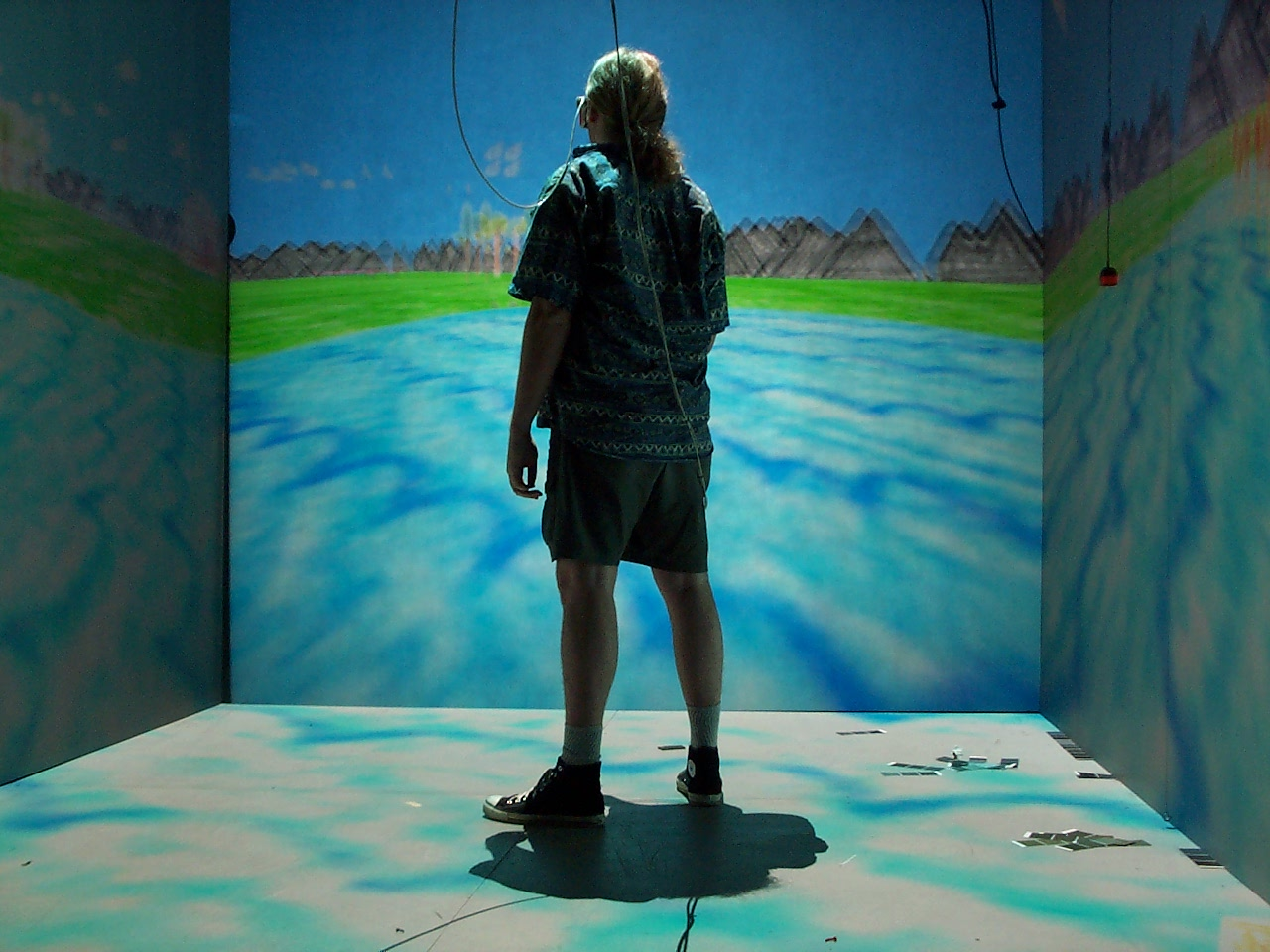
كهف الفتراضي آلي
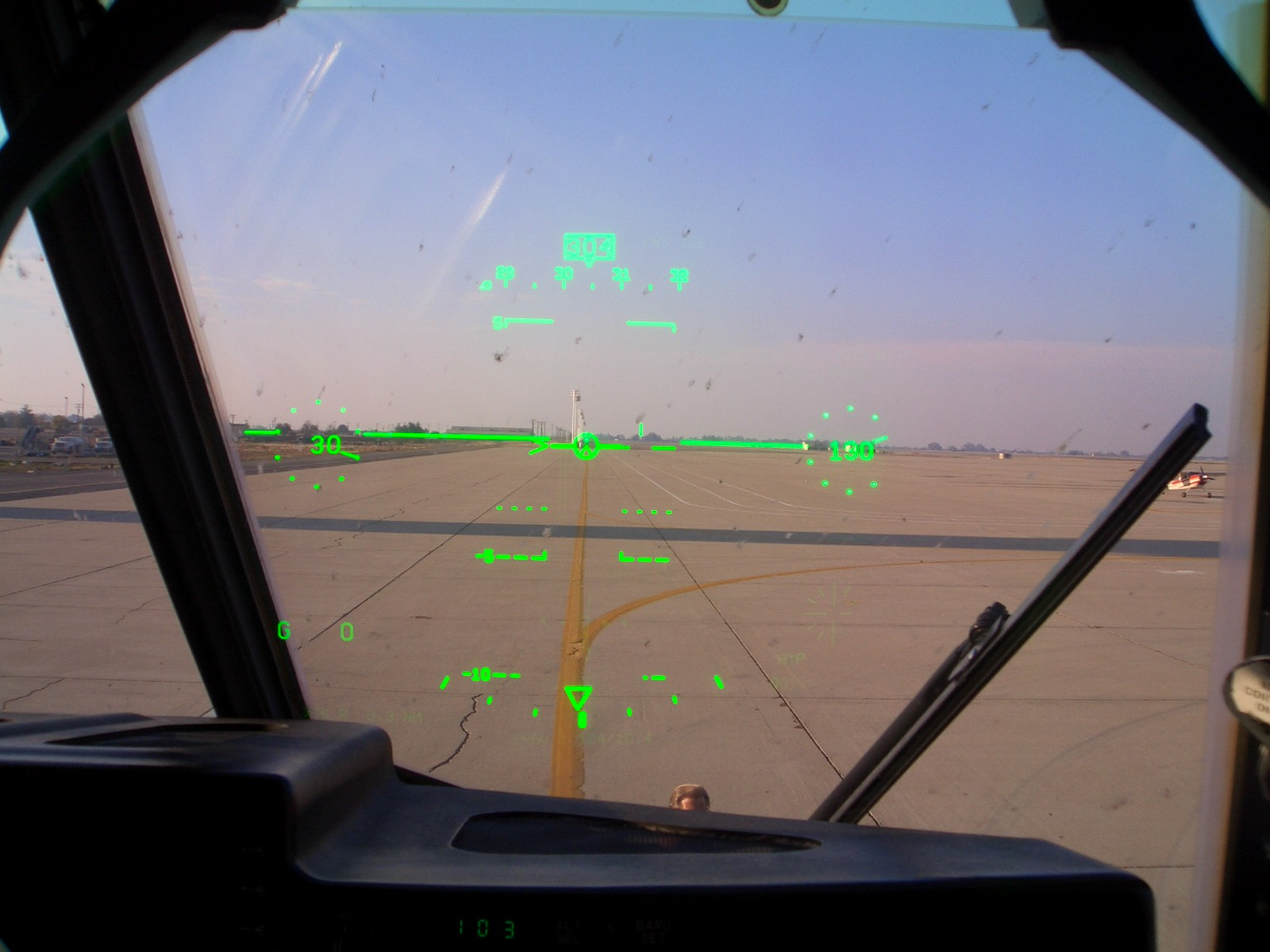
خوذة لعرض واقع افتراضي
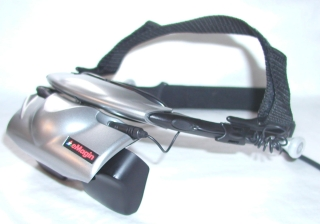
خوذة تصوير افتراضي
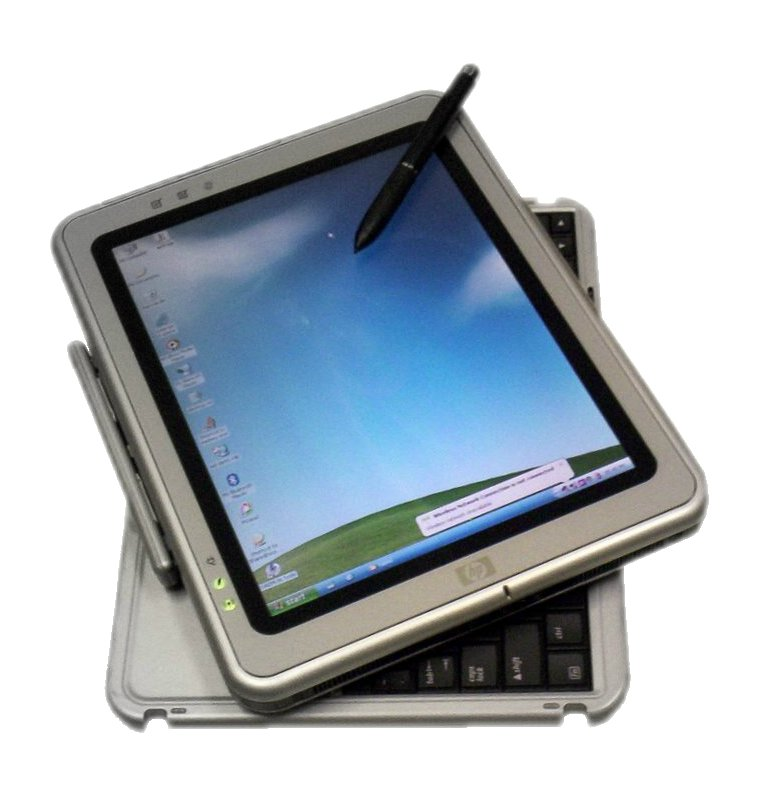
حاسوب لوحي
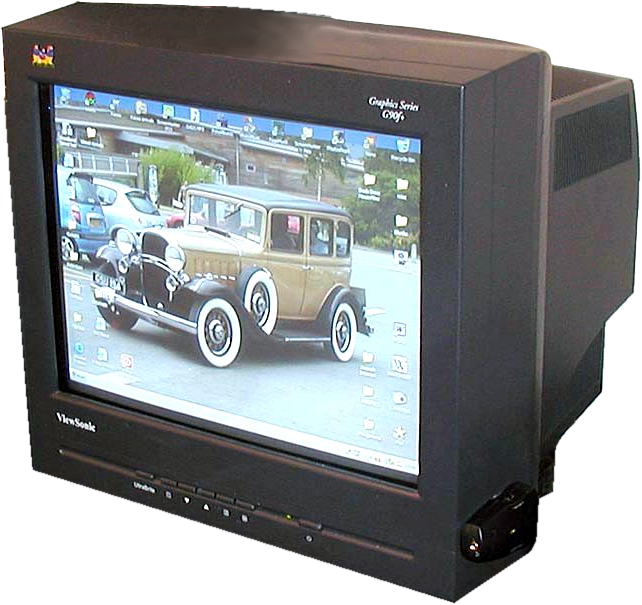
شاشة كمبيوتر
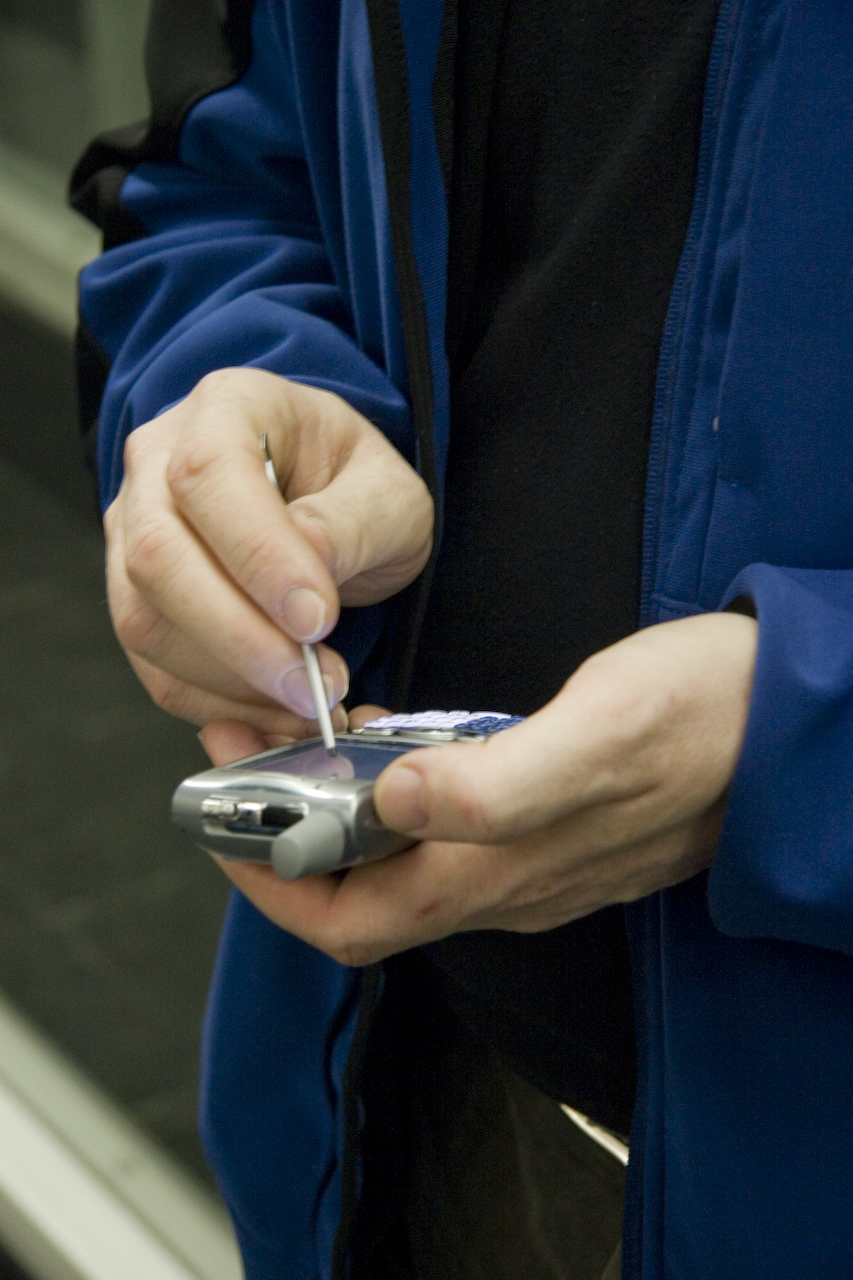
اجهزة يدوية

## للاستزادة
- واقع معزز
- واقع افتراضي

## روابط خارجية
- فليشمان، مونيكا; شتراوس، ولفغونغ (محررون.) (2001). ملخصات of »CAST01//العيش في عالم مختلط« المؤتمر العالمي لاتصالات الفنون والعلوم والتكنولوجيا، فرانهوفر IMK 2001, 401. ISSN 1618-1379 (Print), ISSN 1618-1387 (Internet).
- مختبر تعدد الوسائط التفاعلية مختبر بحثى في جامعة سنغافورة الوطنية الذي يبحث الواجهات المتعددة للعوالم المختلطة.